# Universidade Britânica do Egito

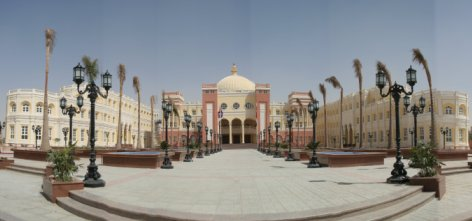
Universidade Britânica do Egito.

A Universidade Britânica do Egito ou Universidade Britânica do Cairo (em inglês:British University in Egypt) é uma instituição privada de ensino superior do Cairo. Atualmente é mantida por Mohamed Farid Khamis e Raed Hashem, dois empresários egipcios. 
O campus da Universidade possui 40 acres de área e somando todas as construções, a instituição possui cerca de 27 mil m². A Universidade Britânica do Cairo (BUE) é apoiada pela Universidade de Loughborough, uma das 15 melhores do Reino Unido e uma das mais importantes da Europa. 
A BUE possui atualmente 4 cursos principais: Engenharia, Ciência da computação, Administração e Enfermagem. 
A Universidade têm desenvolvido um número significativo de pesquisas acadêmicas, investindo em centros deste tipo e contratando profissionais. Hoje a BUE é considerada a maior universidade privada do Egito e pode se tornar uma das maiores do mundo em 10 anos. 